# Owhango
Owhango est une petite localité de l’Île du Nord de la Nouvelle-Zélande.

## Situation
Owhango est localisée sur la ligne du 39° parallèle de latitude sud, ce qui la place sur la limite de l’ancienne province d’Auckland (en) et sur celle de la province de Wellington (en).
Dans Owhango se trouve la signalisation marquant le 39° parallèle sud.
Cette signalisation est exacte à quelques mètres près quand on utilise le Geodetic Datum (en) néo-zélandais de 1949, mais en utilisant le WGS 84, la position est à environ 196 mètres plus au sud.
La localité est située à environ 20 km au sud de la ville de Taumarunui, sur la route State Highway 4/ SH4 (en) du réseau des routes nationales de Nouvelle-Zélande.

## Toponymie
Owhango est le nom maori, qui se traduit par la « place de bruits poussifs ».

## Population
Le village avait [Quand ?] une population d’un peu moins de 200 habitants et une école primaire, un garage (mais toutefois, pas de vente d’essence), un hôtel, des logements en location, des cottages et des bed and breakfast avec un café ainsi qu’une salle communale où se tient le marché une fois par mois.

## Activité économique
Initialement, Owhango était essentiellement une scierie qui débitait les troncs d’arbres extraits aux alentours.
La scierie brûla complètement dans les années 1970.
De nombreuses maisons liées à la scierie sont maintenant devenues des résidences de vacances, qui sont la propriété d'habitants adeptes du ski, de la pèche, de la chasse, du canoë et de la randonnée et profitant ainsi des possibilités qui abondent dans la région.

## Sport
Les équipes sportives locales sont habituellement vêtues de vert et de blanc.
Historiquement (en particulier dans les années 1950), le domaine d’Owhango abritait une journée annuelle sub-régionale des sports.

## Loisirs
La forêt initiale constitue une partie de l'Ohinetonga Scenic Reserve, contenant une futaie non déboisée de la vieille forêt primaire dont certains géants de la forêt, et un joli lagon accessible à partir d’une boucle du chemin de randonnée.
Une route tracée à travers la réserve – fléchée à partir de la State Highway – conduit vers l’un des paysages les plus fameux des rivières de la Nouvelle-Zélande, la vue de l’ancien pont de bois sur la rivière Whakapapa.
Le long de la rivière se trouvent des aires de pique-niques avec de superbes bassins de natation contenant des truites arc-en-ciel et des truites brunes.
C’est aussi un point de départ pour les kayakistes allant à la ville de Kakahi, ou même plus en aval jusqu’au fleuve Whanganui.
Au-delà du pont se trouve la vaste extension de la forêt de Tongariro, autrefois une des principales sources de troncs de la scierie locale, mais qui est maintenant protégée dans le cadre de la conservation des terres, en réponse à une campagne menée avec succès dans les années 1980 (en) qui conduisit les résidents locaux à sauver leur forêt de sa disparition.
Traversant la forêt, se trouve l’une des meilleures pistes de mountain bike de Nouvelle-Zélande, la 2 Traverse (en).
La forêt possède également un excellent parcours de randonnée, des aires de camping et des opportunités de chasse au cerf.
Au cœur de la forêt, en voie de régénération, se trouve l’un des seuls sanctuaires nationaux avec une poignée de kiwi, dont le Department of Conservation ou Doc contrôle les prédateurs étrangers à la réserve pour protéger la population des kiwis de l’Île du Nord.

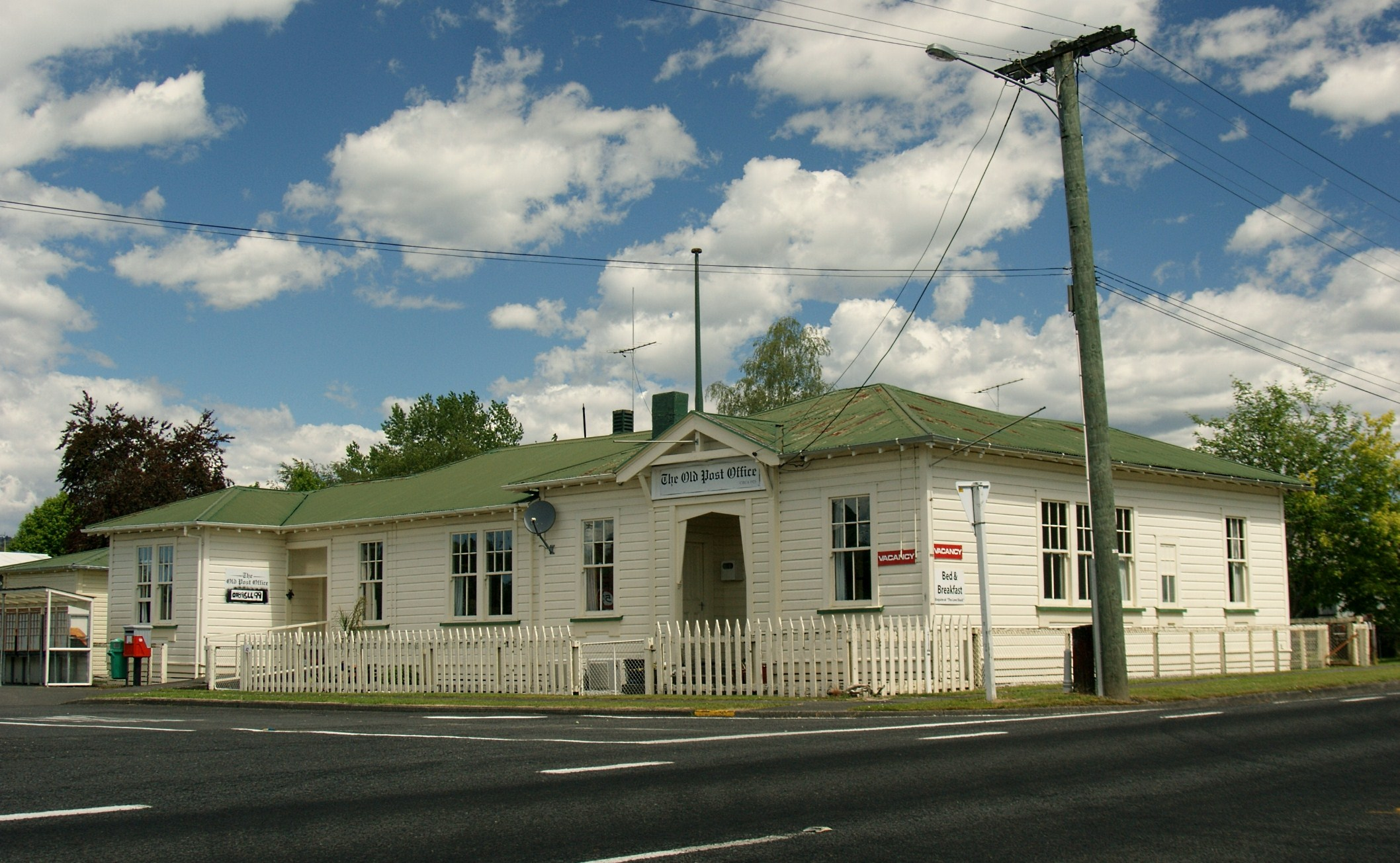
L’ancien bureau de poste d’Owhango (vers 1919).

Il y a aussi un intéressant bassin de natation abandonné (38° 59,77′ S, 175° 22,32′ E), construit en réalité dans le lit du torrent Kakahi, situé à 1 km à l’ouest en aval de la Ohinematua Road en dehors de la State Highway 4/S H 4 (en) au nord de Owhango.
Le bassin fut créé pour la préparation d'un des athlètes locaux pour les Jeux du Commonwealth.
Le Owhango Hall est utilisé pour les rencontres de la communauté et est juste assez grand pour un cours de badminton. Avec ses 250 fauteuils, il fut utilisé initialement pour la projection de films de cinéma muet.